# Aetheorhynchus actites
Aetheorhynchus actites är en djurart som tillhör fylumet slemmaskar, och som beskrevs av Gibson 1981. Aetheorhynchus actites ingår i släktet Aetheorhynchus och familjen Mixolineidae. Inga underarter finns listade i Catalogue of Life.